# Saxton
Saxton és una població dels Estats Units a l'estat de Pennsilvània. Segons el cens del 2000 tenia 803 habitants.

## Demografia
Segons el cens del 2000, Saxton tenia 803 habitants, 357 habitatges, i 213 famílies. La densitat de població era de 756,2 habitants/km².
Dels 357 habitatges en un 27,5% hi vivien nens de menys de 18 anys, en un 39,8% hi vivien parelles casades, en un 14,3% dones solteres, i en un 40,1% no eren unitats familiars. En el 37% dels habitatges hi vivien persones soles el 22,4% de les quals corresponia a persones de 65 anys o més que vivien soles. El nombre mitjà de persones vivint en cada habitatge era de 2,24 i el nombre mitjà de persones que vivien en cada família era de 2,84.
Per edats la població es repartia de la següent manera: un 24,2% tenia menys de 18 anys, un 10,3% entre 18 i 24, un 23,9% entre 25 i 44, un 21,3% de 45 a 60 i un 20,3% 65 anys o més.
L'edat mediana era de 38 anys. Per cada 100 dones de 18 o més anys hi havia 72,5 homes.
La renda mediana per habitatge era de 26.853$ i la renda mediana per família de 34.250$. Els homes tenien una renda mediana de 29.375$ mentre que les dones 22.917$. La renda per capita de la població era de 22.326$. Entorn del 13,2% de les famílies i el 15,6% de la població estaven per davall del llindar de pobresa.

## Poblacions més properes
El següent diagrama mostra les poblacions més properes.